# Voïvodie de Konin
Pour les articles homonymes, voir Konin (homonymie).
La voïvodie de Konin (en polonais Województwo konińskie) était une unité de division administrative et un gouvernement local de Pologne entre 1975 et 1998. 

En 1999, son territoire est intégré dans la voïvodie de Grande-Pologne et dans la voïvodie de Łódź.
Sa capitale était Konin.

## Villes principales
Recensement du 31.12.1998
- Konin - 83 426
- Turek - 30 864
- Koło - 24 076
- Słupca - 14 892
- Witkowo - 8 100
- Kłodawa - 7 200
- Golina - 4 200
- Kleczew - 3 600
- Sompolno - 3 500
- Tuliszków - 3 300
- Pyzdry - 3 100
- Uniejów - 3 100
- Ślesin - 3 100
- Zagórów - 2 900
- Rychwał - 2 400
- Dąbie - 2 100
- Przedecz - 1 800
- Dobra - 1 500

## Bureaux de district (Powiat)
Sur la base de la loi du 22 mars 1990, les autorités locales de l'administration publique générale, ont créé 4 régions administratives associant une dizaine de municipalités.
Bureau de district de Koło
- Gminy

1. Babiak
2. Chodów
3. Dąbie
4. Grabów
5. Grzegorzew
6. Kłodawa
7. Koło
8. Kościelec
9. Olszówka
10. Osiek Mały
11. Przedecz
12. Sompolno
13. Wierzbinek

- Ville

1. Koło

Bureau de district de Konin
- Gminy

1. Golina
2. Grodziec
3. Kazimierz Biskupi
4. Kleczew
5. Kramsk
6. Krzymów
7. Rychwał
8. Rzgów
9. Skulsk
10. Stare Miasto
11. Ślesin
12. Wilczyn

- Ville

1. Konin

Bureau de district de Słupca
- Gminy

1. Lądek
2. Orchowo
3. Ostrowite
4. Powidz
5. Pyzdry
6. Słupca
7. Strzałkowo
8. Witkowo
9. Zagórów

- Ville

1. Słupca

Bureau de district de Turek
- Gminy

1. Brudzew
2. Dobra
3. Kawęczyn
4. Malanów
5. Przykona
6. Świnice Warckie
7. Tuliszków
8. Turek
9. Uniejów
10. Władysławów

- Ville

1. Turek